# 野球界
野球界（やきゅうかい）
- 野球に関連する世界（社会領域）。球界（きゅうかい）と略されることもある。
- かつての日本の野球専門雑誌。本項参照。

野球界（やきゅうかい、THE YAKYUKAI）とは、1908年から1959年までの間に日本で発行していた、月刊野球専門雑誌である（一時月2回刊の時期もあった）。

## 歴史・概要
1908年11月、「ベースボール」（「月刊ベースボール」とも）の題号で野球研究会より創刊、当時は野球研究会が発行・博文館が発売を担当していた。1911年9月、博文館内で設立された野球界社に発行元を移行させ、「野球界」へ改題する形で新装刊された。
文字通り、野球を専門とする雑誌だったが、一方で国技であり野球と並ぶ人気スポーツだった相撲の記事にも力を入れており、大相撲の特集号を発行する事もあった。

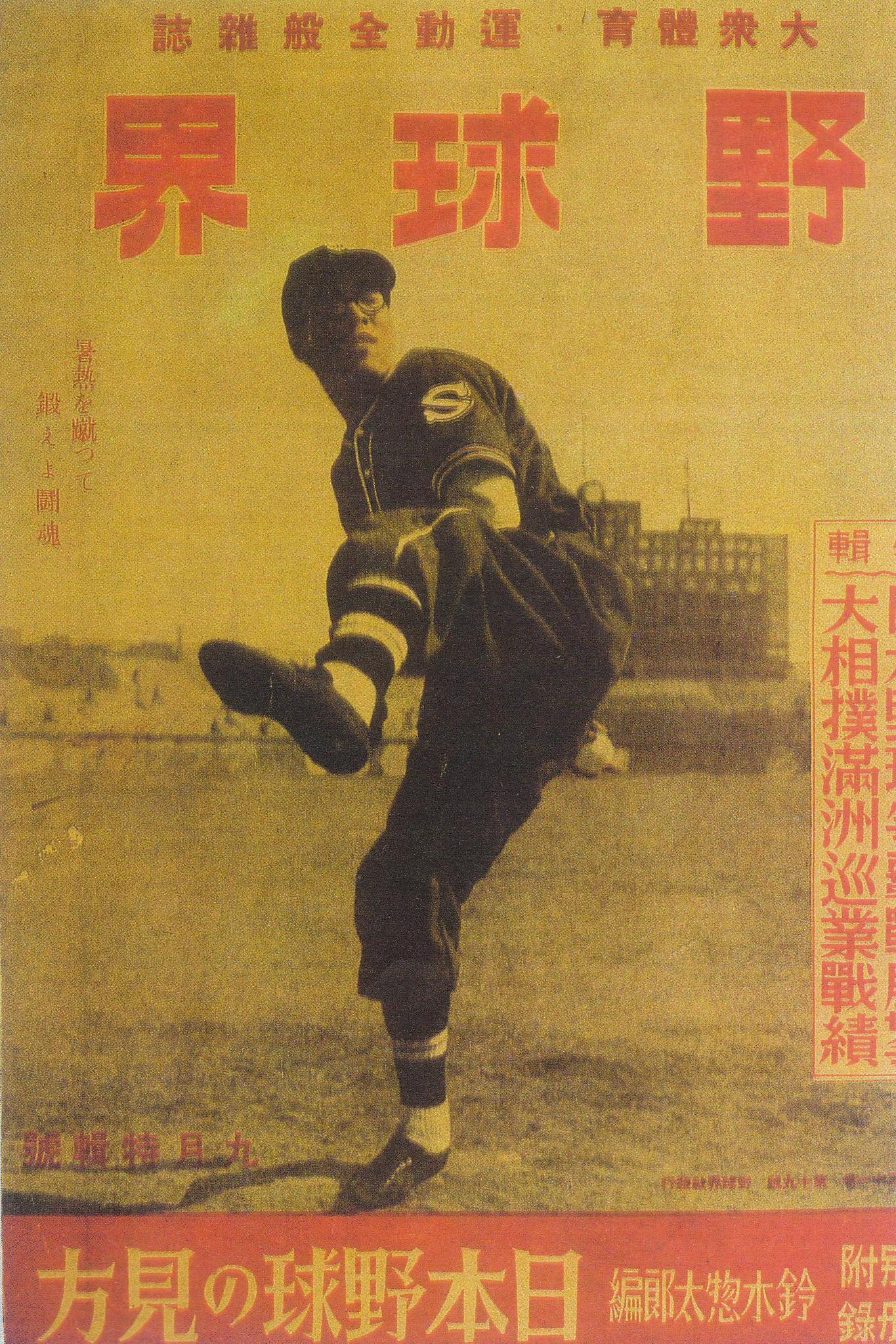
野口二郎（1941年9月号の表紙）

1940年代前半頃の第二次世界大戦など戦争の激化により、1943年には相撲をタイトルに冠し「相撲と野球」（すもうとやきゅう）、1944年には「相撲界」（すもうかい）へとそれぞれ改題され、同じく1944年には「国民体育」（こくみんたいいく）と改題された。
その間、「相撲と野球」時代の1943年1月1日号より月2回刊（○月1日号・○月15日号）となったが、同年10月号（通算33巻19号）より月刊に戻った。同年12月号（通算33巻21号）より発行元を博文館へ移行。
戦後の1947年10月号より再び野球界社に発行元を移行したが、1948年5月号から博友社に発行元を移行した。1959年に終刊。
その後、1980年代にはいって、ベースボール・マガジン社が、『Jam Jam野球界』という雑誌を発刊、若い有望な選手を紹介することを中心にしたが、長続きはしなかった。

## 編集者として活躍していた人物
- 池田恒雄 - 1931年より編集者として活躍。1937年より編集長を務めた。1946年にベースボールマガジン及びベースボール・マガジン社を起こす。
- 小島貞二 - 相撲担当編集者（1942年 - 1943年勤務）。元力士で、同誌編集者担当後は著作家・評論家として広く活躍する。
- 関三穂（1907年 - 2003年） - 同誌編集者・カメラマンとして活躍。その後も、「プロ野球史再発掘」シリーズ（1987年にベースボール・マガジン社から全7巻発行された書籍）などの野球関連著書を発表している。